# Velika loža "Sunce"
Velika loža "Sunce" (njem. Großloge Zur Sonne) bila je jedna od osam regularnih slobodnozidarskih velikih loža koje su djelovale u Bavarskoj (Njemačko Carstvo i Weimarska Republika) do 1935. godine. Pripadala je tzv. humanističkim velikim ložama, odnosno onima koje su bile religijski neutralne i nisu zahtijevale obveznu vjeru u Vrhovno biće.
Osnovana je 1829. godine u Bayreuthu, Kraljevina Bavarska, a proizašla je iz dviju prethodnih velikih loža: Velike matične lože iz 1741. te Velike pokrajinske lože "Sunce" osnovane 1810. godine. U pokušaju da izbjegne zabranu od strane nacističkih vlasti, loža se 1933. godine samostalno raspustila.
Nakon Drugog svjetskog rata, loža je obnovljena između 1945. i 1948. pod imenom Velika loža "Sunce" za Bavarsku (Großloge Zur Sonne für Bayern). Godine 1949. postala je dijelom Ujedinjene velike lože Njemačke.